# يوكاري نوزاوا
يوكاري نوزاوا (باليابانية: 野沢由香里) مواليد 9 أكتوبر 1957 في نييغاتا، هي مؤدية أصوات يابانية.

## الأعمال

### مسلسلات أنمي
- سكرابد برنسس

### دبلجة
- سي اس آي: نيويورك
- إي آر
- غلي
- المتحولون

## وصلات خارجية
- يوكاري نوزاوا على موقع IMDb (الإنجليزية)
- يوكاري نوزاوا على موقع قاعدة بيانات الفيلم (الإنجليزية)
- يوكاري نوزاوا على موقع كينوبويسك (الروسية)
- يوكاري نوزاوا على موقع ANN person (الإنجليزية)